# Digahoba
Digahoba är en ort i Azerbajdzjan.   Den ligger i distriktet Quba Rayonu, i den nordöstra delen av landet, 170 km nordväst om huvudstaden Baku. Digahoba ligger 104 meter över havet och antalet invånare är 217.
Terrängen runt Digahoba är lite kuperad. Närmaste större samhälle är Xudat, 5,3 km nordost om Digahoba.
Trakten runt Digahoba består till största delen av jordbruksmark. Runt Digahoba är det ganska tätbefolkat, med 129 invånare per kvadratkilometer.